# 新亚富丽华
新亚富丽华，全称为上海新亚富丽华餐饮股份有限公司，成立于1998年6月28日，由上海淮海商业（集团）有限公司、上海新亚（集团）股份有限公司（现锦江国际集团）、上海扬子江大酒店有限公司、上海淮海企业发展有限公司和职工持股会五方共同设立的发起式股份有限公司。
新亚富丽华拥有红房子西菜馆、沧浪亭餐饮管理公司、洁而精川菜馆这三家上海老字号餐馆。2020年，新亚富丽华推出老人和与洁而精饭店外卖窗口。